# 惠毅然
惠毅然（1917年11月—2012年4月13日）陕西省甘泉县人，中国共产党官员。

## 生平
1937年6月，惠毅然参加中国共产党。1936年12月，参加中国工农红军，并入延安中国人民抗日军政大学学习。1937年9月起，历任八路军晋西支队组织干事，八路军教导旅八团组织股长、政治处主任。1945年6月起，任冀鲁豫军分区政治部副主任、主任。
1949年4月起，惠毅然任中国人民解放军第二野战军十八军五十四师政治部主任、副政委，随军开赴西藏。1950年10月，任中共昌都分工委书记兼昌都警备区司令员。1955年9月到1956年10月，为中央党校学员。1956年11月，任中共西藏工委农工部部长。1957年8月，任中共西藏工委常委、组织部部长，后来兼任中共拉萨市委书记。其间，于1959年任西藏自治区筹备委员会委员。1965年4月，任西藏社教工作团党委书记。文化大革命中，惠毅然遭到错误批判与冲击。1979年8月，任中共安徽省委纪委书记。1984年7月，经中共中央组织部批准，享受副省长级待遇。1986年3月，离职休养。 2002年1月，经中共中央批准，享受省长级医疗待遇。
2012年4月13日，惠毅然在合肥病逝，享年96岁。